# Hwaseong-vesting
De Hwaseong-vesting in Suwon is gebouwd aan het eind van de achttiende eeuw in opdracht van koning Jeongjo van de Joseondynastie. De muren van de vesting zijn in totaal 6 kilometer lang en uitgerust met vier poorten, verschillende bastions en torens ten behoeve van artillerie. De bouw nam ruim twee jaar in beslag en duurde van 1794 tot 1796.

## Architectuur

### Vier poorten
De vestiging heeft vier toegangspoorten "Hwaseomun" (west poort), "Janganmun" (noord), "Paldalmun" (zuid) en "Changnyongmun" (oost). De Janganmun en Paldalmun poorten zijn het grootste van de vier en lijken op Namdaemun in Seoel. "Janganmun" is zelfs groter dan "Namdaemun" en daarmee de grootste poort van Korea. "Paldalmun" werd tijdens de Koreaanse Oorlog in brand gestoken, maar in 1975 opnieuw opgebouwd. "Janganmun" werd niet vernietigd en is van de originele bouw van de vestiging.

### Muur
De muur is 5,74 kilometer lang en vier tot zes meter hoog. Oorspronkelijk ommuurde het 1,3 vierkante kilometer land. Op de platte stukken was de muur hoger dan op de heuvels. De verschansingen op de muur waren net als de muur zelf gemaakt van steen en hout en ongeveer 1,2 meter hoog.
Het zuidelijke stuk van de muur tussen de zuidelijke poort en de voormalige zuidelijke sluispoort is niet gerestaureerd, maar de overgebleven 90 procent is wel onderhouden en men kan eroverheen wandelen.

## Haenggung
Haenggung (행궁) is de naam van het paleis dat zich binnen de muren van de vesting bevindt. Het was de verblijfsplaats van koning Jeongjo wanneer hij het graf van zijn vader bezocht om hem eer te bewijzen.

## Werelderfgoed
De Hwaseong-vesting werd in 1997 opgenomen op de Werelderfgoed lijst van UNESCO.